# 길 호지스
길버트 레이 호지스(Gilbert Ray Hodges, 1924년 4월 4일 ~ 1972년 4월 2일)는 미국의 메이저 리그 베이스볼 1루수이자 감독이며, 18년간 브루클린과 로스앤젤레스 다저스를 위하여 활약하였다. 또한 뉴욕 메츠를 감독하며 1969년 월드 시리즈의 우승으로 이끌었다.

## 어린 시절
인디애나주 프린스턴에서 찰스 호지스와 아이린 호스트마이어 사이에 태어났다. 7세 때 호지스 가족은 30 마일 떨어진 피터스버그로 이주하였다. 호지스의 부친은 자신의 아들들이 탄광에서 일하는 것을 원하지 않았다.
찰스는 자신의 아들들에게 스포츠를 어떻게 하는가를 가르쳤고, 길은 피터스버그 고등학교에서 4개의 스포츠를 활약하였다. 육상, 야구, 농구와 미식축구를 한 호지스는 7회의 합쳐진 대학 편지들을 얻었다. 1941년 자신의 형처럼 호지스는 디트로이트 타이거스에 의하여 클래스 D 계약이 마련되었으나 거절하고 대신 육상 장학금에 세인트조지프 칼리지에 등록하였다. 인디애나폴리스에서 북부로 100 마일 떨어진 세인트조지프 칼리지는 잘 여겨진 체육 프로그램을 가졌고, 호지스는 대학 코치 경력에 계획들이 있었다. 그는 푸마스를 위하여 야구와 농구를 하고 해병대 예비역 장교 훈련단의 일원이었다.
자신의 2학년 해의 후에 그는 지방 스포츠 용품 상점 주인과 비상근의 다저스 스카우트 스탠리 피즐에 의하여 계약이 마련되었다. 메이저 리그에서 활약의 매혹은 이 당시 너무였고 호지스는 칼리지를 떠나 그때 뉴욕주 올린으로 그를 보낸 브루클린과 계약을 맺었다. 그는 클래스 D 오일러스와 훈련하였으나 경기에 나오지 않았다.

## 선수 경력

### 브루클린/로스앤젤레스 다저스
브루클린 다저스는 1943년 시즌에서 19세의 호지스를 소집하였다. 그는 그해의 다저스의 마지막 경기인 10월 3일 크로슬리 필드에서 자신의 데뷔를 하였다. 신시내티 레즈의 조니 밴더미어를 향한 호지스는 본루에서 0 루 2 타로 가며 3루에서 2개의 손실이 큰 오류를 만들었다. 11일 후에 그는 해병대에 입대하여 하와이로 보내졌으며, 처음에 진주만에, 후에 카우아이섬으로 갔다. 호지스는 제16 고사포 부대의 준사관으로 지냈다. 그는 하와이에서 남태평양에서 사이판섬의 자매 섬인 티니안으로 갔다. 1945년 4월 하사관인 호지스는 이제 그의 부대의 작전과 정보부에 지정되어 돌격군들과 오키나와섬에 상륙하였고 즉시 청동 성장이 수여되었다. 1946년 2월 제대하여 다저스와 봄 훈련으로 갔다.
우투우타로 활약한 그는 그 시기의 야구 선수들에게 몸집이 큰 것으로 숙고되었다. 하지만 호지스는 온화한 거인 선수였으며 가끔 온필드 싸움의 조정자의 역할을 맡았다.
다저스의 회장 브랜치 리키는 이제 22세의 호지스가 내야수에서 포수로 자리를 옮긴 클래스 B의 피드먼트 리그에서 팀의 참가자인 뉴퍼트 뉴스 다저스로 보냈다. 그는 129개의 경기들을 활약하였고, 뉴퍼트 뉴스를 위하여 8개의 홈런과 함께 .278점을 안타하였다. 자신의 노력들을 위하여 호지스는 올리그 팀으로 임명되었다. 그는 역사적이며 소란스러운 다저스의 1947년 훈련으로 가 팀으로 이루었다. 그는 2번째 대상 포수였으나 브루스 에드워즈에게 대리 선수로서 본루의 뒤로 24개의 경기들 만을 활약하였다.
5월 17일 포브스 필드에서 투수 해리 테일러를 위하여 타구한 그는 자신의 첫 메이저 리그 안타를 위하여 피츠버그 파이리츠의 프리츠 오스터뮬러에 1루타를 쳤다. 호지스는 시카고의 리글리 필드에서 6월 18일 자신의 첫 메이저 리그 홈런을 쳤다. 그의 강타는 시카고 컵스의 행크 보로위를 상대로 7번째 이닝에서 왔으며 3 루 3 타의 동점을 깼다.
1947년 호지스는 28개의 총경기들에 나와 빈혈적 .156점을 쳤다. 그는 명확하게 더 많은 활약 시간을 필요로 하였으나 본루의 뒤로 시간을 얻으려고 하지 않았다. 에드워즈를 위하여 차지하는 데 로이 캄파넬라와 가는 길에 호지스를 위한 또다른 변화가 순서에 놓였다.
1948년 호지스는 1루에서 96개의 경기들을 활약하였으나 그는 물론 38개의 경기들에서 포수였다. 처음에 13개의 오류와 함께 그의 수비 퍼센티지는 .986였으며, 자신이 .990 아래에서 수비한 정규적으로 활약한 단 하나의 해였다. 추가로 그는 3위를 한 다저스를 위하여 11개의 홈런과 70개의 타점을 공헌하였다. 그는 다음 7개의 시즌들에 100개보다 적은 득점들에 히트를 쳐서 주자를 흠인시키려 하지 않았다.
그해 12월 26일 호지스는 베이리지 구역에서 온 브루클린의 소녀 조앤 롬바디와 결혼하였다. 호지스 부부는 브루클린에 영구적 집을 만들었고 4명의 자식들을 두었다 - 뉴욕 메츠의 마이너 리그 시스템에서 가끔 선수로서 지낸 길 주니어와 딸 아이린, 신시아와 바버라. 마지막으로 매우 바쁜 호지스는 1947년과 1948년 오프 시즌들 동안에 인디애자 주의 오클랜드 시티 칼리지에서 자신의 학위를 얻는 데 GI 증서를 썼다.

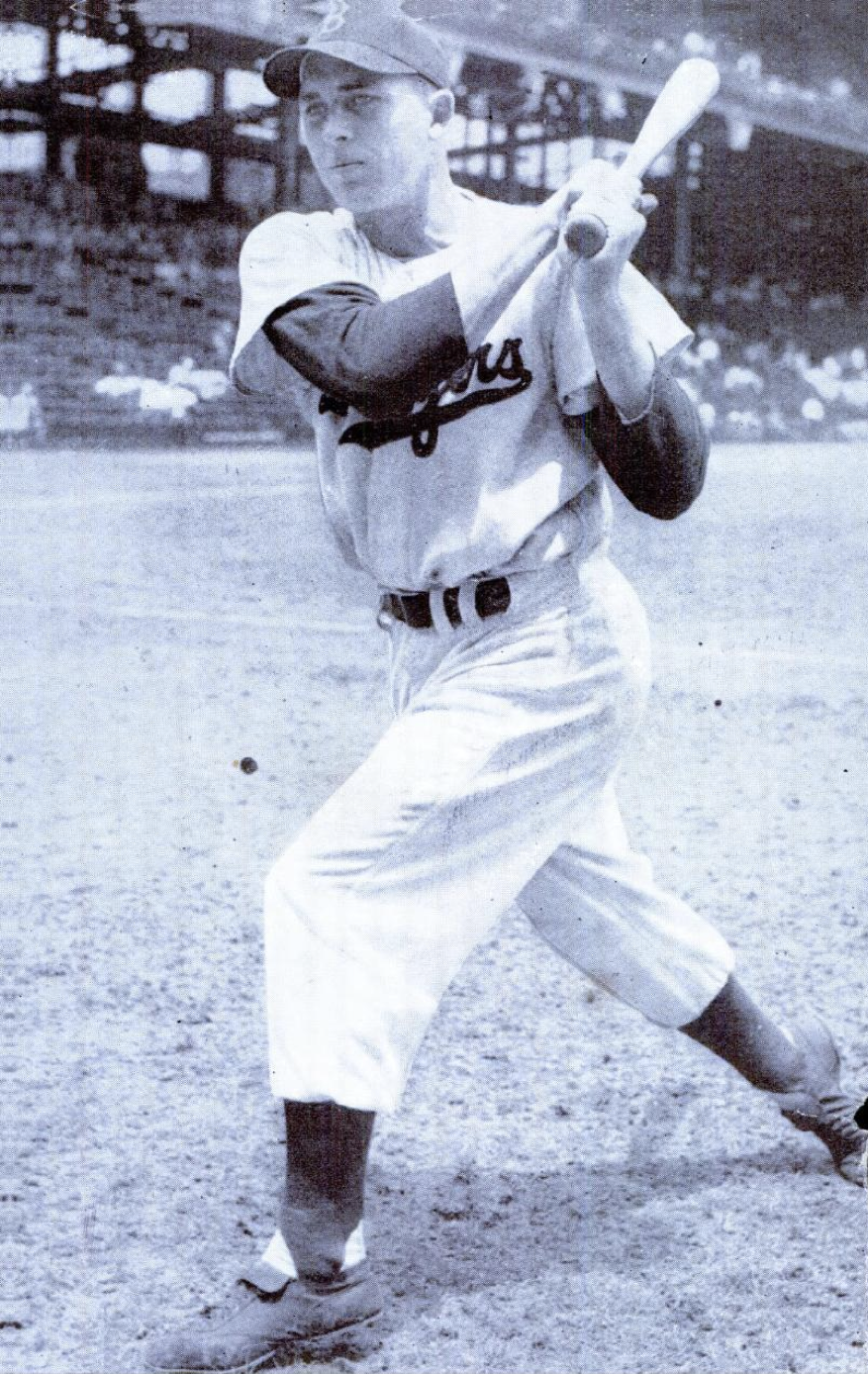
1949년의 호지스

1949년으로 봐서 브루클린 다저스는 프랜차이즈 역사상 가장 생산적인 시기를 위하여 균형이 잡혔다. 캄파넬라가 본루에 뒤로, 재키 로빈슨이 2루수, 피 위 리스가 유격수, 빌리 콕스가 3루수, 듀크 스나이더가 중견수와 칼 퍼릴로가 좌익수에 교체의 배정과 함께 우익수로 놓이면서 정렬이 꾸며졌다. 실망하지 않은 다저스는 내셔널 리그의 페넌트를 우승하여 하나의 경기에 의하여 세인트루이스 카디널스를 앞섰다. 호지스는 이제 주요한 기여 선수였다. 그의 첫 경력 그랜드 슬램은 보스턴 브레이브스의 빌 보이젤에 왔다. 호지스는 6월 25일 포브스 필드에서 17 대 10의 승리에서 순환기를 위하여 안타를 쳤다. 9회의 이닝에서 자신의 경기의 2번째 홈런을 치기 전에 그는 1루타, 2루타, 홈런, 그러고나서 3루타를 쳤다.
다음 2개의 해인 1950년과 1951년은 연속적 2위를 가져왔다. 자신이 2개의 시즌들을 위하여 36개의 홈런과 109개의 타점을 평균하면서 호지스의 권력적인 수들은 지속적으로 향상되었다. 그는 118개와 함께 1951년에 매긴 득점에서 자신의 경력 최고를 설립하였으며, 자신이 100개를 쌓은 3개의 시즌들 중의 하나였다. 그는 또한 자신이 리그를 이끈 99개의 스트라이크아웃에서 경력 최고를 설립하기도 하였다.
1951년의 올스타 경기에서 호지스는 2개의 득점한 홈런을 포함하여 2 승 5 패로 갔다. 하지만 8월 31일 9개의 이닝 경기에서 4개의 홈런을 치는 데 4번째 메이저 리그 선수가 된 자신의 가장 큰 날이 왔다. 그는 5 승 6 패로 가고 에베츠 필드에서 9개의 타점을 가져 4명의 브레이브스 투수들에 4개이 홈런을 쳤다. 그의 17개의 총루는 또한 메이저 리그 기록을 동점 매기기도 하였다.
다저스는 1952년과 1953년 페넌트를 우승하였으며, 월드 시리즈에서 각각 뉴욕 양키스에게 다시 떨어졌다. 1952년 호지스는 자신의 32개의 홈런을 치고, 1953년 5월 23일을 통하여 .181점 만을 타구함에 불구하고 31개의 홈런과 122개의 타점을 가졌다.
1953년에 시작된 폭락이 사실 1952년 월드 시리즈로부터 연기되었고 호지스와 브루클린의 팬들 사이에 전설적 인연을 굳혔다. 7개의 경기 시리즈에서 그는 5개의 4구에 의한 출루와 함께 0 승 21 패로 갔다. 자신들의 1루수에 야유하는 대신 에베츠 필드는 그르 감싸고, 따뜻하게 그를 응원하였다.
1954년 시즌은 다저스가 2위를 하는 것을 보고, 호지스는 타구 평균(.304), 홈런 (42), 타점 (130)과 장타율 (.579)에서 최고 경력들을 계시하였다. 그 일은 .300 마크 위로 자신의 2연속 해였다. 또한 넓은 차이에 의하여 메이저 리그를 이끌던 아직 또다른 최고 경력인 19개의 희생 플라이들을 가졌다. 정규 시즌의 마지막 날에 호지스는 하나의 솔로 숏을 가지고 1 대 0의 승리를 위한 신인 선수 칼 스푸너가 필요로 한 단 하나의 득점을 마련하였다. 홈런은 그해 에베츠 필드에서 25번째 안타였으며 팀의 신기록을 설립하였다. 그의 42개의 홈런과 130개의 타점은 둘다 내셔널 리그에서 자신들의 각각의 분류들에서 2위였다.
1955년 브루클린 다저스는 자신들의 처음이자 단 하나의 월드 시리즈를 우승하였다. 이제 31세의 호지스는 다저스가 1위를 하는 데 27개의 홈런, 102개의 타점과 .500의 장타율을 공헌하였다. 다저스는 내셔널 리그의 80년간 역사에서 10 대 2의 구타와 함께 55개의 페넌트를 결말지었다. 9년에서 5번째로 그들은 월드 시리즈에서 양키스를 만났다. 호지스는 하나의 홈런, 3개의 4구에 의한 출루와 5개의 타점과 함께 .292점을 쳤다. 그는 7번째 경기와 시리즈의 결정적 경기에서 단 2개의 매긴 득점들에서 히트를 몰아 주자들을 흠인시켰고, 리즈로부터 투구에 최종적 척살을 기록하였다.
호지스는 1956년과 1959년 2개의 월드 시리즈 더 나왔다. 그는 그 해들의 순환에 정규 선수로서 지속적으로 활약하여 26개의 홈런과 82개의 타점들을 평균하였다. 호지스는 각각의 시리즈에서 단 1번의 홈런을 쳤으며, 1956년 양키스에게 패한 7개의 경기 시리즈에서 그는 다저스의 25개의 득점들의 12개에 착수하고, 시카고 화이트삭스에 우승한 1959년 로스앤젤레스 다저스의 시리즈에서 .391점을 타구하였다. 그 시리즈에서 그는 4 대 4 동점을 집은 8번째 경기의 말기에서 솔로 홈런과 함께 4번째 경기를 우승하였다. 전체로 봐서 39개의 월드 시리즈 경기들에서 활약한 호지스는 5개의 홈런, 21개의 타점과 15개의 매긴 득점과 함께 .267의 평균을 수집하였다.

### 뉴욕 메츠
호지스는 4개의 더 시즌들의 일부들을 위하여 활동적이었으나 무릎과 다른 부상들이 그의 활약 시간을 제한하였다. 다저스가 로스앤젤레스로 옮김에 불구하고 호지스 가족은 브루클린에서 자신들의 집을 유지하였고 1961년 시즌 이후에 새롭게 형성된 뉴욕 메츠가 첫 내셔널 리그 확장 드래프트에서 호지스를 선발하였다. 그는 1962년 4월 11일 메츠 역사상 첫 홈런을 쳤다. 전체로 봐서 그는 비참한 그해의 메츠를 위하여 54개의 경기들에 나와 .252점을 타구하였다.

## 감독 경력

### 워싱턴 세너터스
호지스는 활동적 선수로서 1963년을 시작하였으나 워싱턴 세너터스가 그에게 자신들의 감독이 되는 것을 의문할 때 은퇴하였다. 공개 이적을 처리한 후, 호지스는 5월 23일 외야수 지미 피어솔을 위하여 세너터스로 이적되어 자신의 선수 경력을 끝냈다. 적당하게 호지스의 마지막 메이저 리그 안타는 5월 5일 샌프란시스코 자이언츠를 상대로 1개의 타점 1루타였다. 1962년 7월 6일 그는 자신의 370번째이자 마지막 홈런을 쳤다. 다음 시즌의 4월 19일까지 윌리 메이스가 자신의 371번째 경력 홈런을 칠 때 호지스는 내셔널 리그 역사상 오른손 잡이 타자들에 의한 가장 많은 홈런 기록을 가졌다.
호지스의 도착 후 각각의 시즌에 확장의 세너터스는 이전 시즌으로부터 자신들의 기록을 향상시켜, 1967년 76 승 85 패의 기록을 세웠다. 1964년 12월 4일 세너터스의 감독 진영은 다저스와 함께 7년 이적을 꾸몄다. 세너터스는 호지스의 이전 동료 선수 강타의 외야수 프랭크 하워드, 투수들 필 오터가와 피트 리처트, 1루수 딕 넨과 3루수 켄 맥뮬런을 받았다.
이 선수들은 다음 몇년간 세너터스 프랜차이즈의 핵심이었고 1967년 자신들의 10위에서 놀라운 6위로 가져오는 데 호지스에 도움을 주었다. 자신의 계약에 1년이 남았어도 호지스는 1968년 세너터스를 지도하지 않으려고 하였다. 1967년 9월 웨스 웨스트럼이 뉴욕 메츠의 감독으로서 사임할 때 메츠는 호지스를 그의 대체로서 추구하였다.

### 메츠의 감독과 월드 시리즈
길의 아내 조앤은 전혀 국가의 수도로 진기한 정기권 통근자보다 더 많이 가보지 못하였고, 호지스는 아직도 브루클린에 있는 볼링장들에 재정적 이익들을 가졌다. 뉴욕 지역에서 주어진 길 호지스의 인기에 그는 메츠를 위한 자연적 적합이었다. 세너터스의 총지배인 조지 셀커크는 호지스를 잃지 않기를 원하여 메츠의 1십만 달러의 지불에 의하여 원조되었고 결국적으로 임명될 선수를 다시 빌렸다. 호지스는 그러고나서 메츠를 감독하는 데 1십 5만 달러의 3년 계약을 맺었다.
메츠는 전혀 .500점 위로 끝낸 적이 없으나 그들은 1968년 올스타 브레이크에서 그 마크의 아래로 4개의 경기들 만에 있었다. 팀은 속도에 유지하지 못하였고 남은 80개의 경기들에 46개를 패하였다 9월 24일 44세의 호지스는 애틀랜타에서 경기가 열리는 동안에 순한 심근 경색에 걸렸다. 스트레스에 추가로 그는 오키나와섬에 흡연 습관을 개발하기도 하여 너무 이른 생애에 심근 경색을 위한 요인들에 기여하였다. 1968년의 메츠는 9위로 지위를 올려 1967년에 12개의 경기 향상을 이루었다. 거기에는 아직도 올 더욱 거대한 향상들을 예보하려 한 2번째 절반의 상연에 약간 있었다.
이전의 해보다 27개나 더 많이 우승한 100 승 62 패의 기록으로 간 1969년 메츠와 함께 감독으로서 호지스의 첫 우승 시즌이 왔다. 그들은 자라난 투수들 톰 시버, 제리 쿠스먼과 약속된 젊은 선수 놀런 라이언은 물론, 좌익수 클리언 존스와 중견수 토미 애기에 의하여 이끌어졌다. 메츠는 내셔널 리그 플레이오프의 3개의 연속적 경기들에서 애틀랜타 브레이브스를 꺾고 월드 시리즈의 5개의 경기들에서 거대하게 우승 후보로 보인 볼티모어 오리올스를 꺾었다. 호지스는 매력적인 패배 선수들을 월드 시리즈 챔피언으로 바꾼 공로로 인하여 "올해의 감독"으로 투표되었다. 메츠는 다음 2개의 시즌들의 각각에서 동일한 83 승 79 패의 기록들과 끝냈다. 호지스를 위하여 더 이상 챔피언십이 없었다.

## 사망과 영예

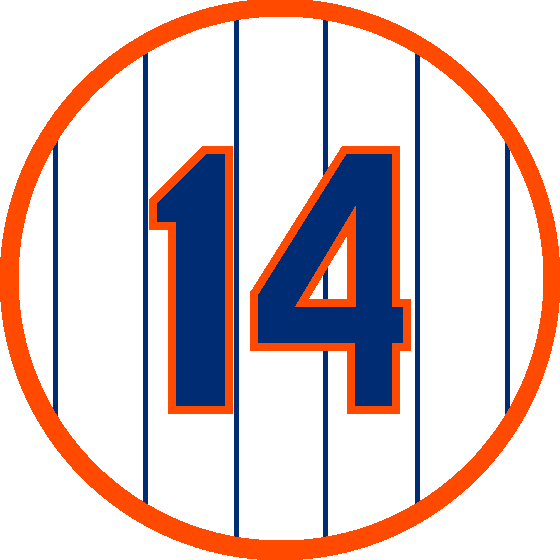
뉴욕 메츠에 의하여 영구 결번된 호지스의 등번호 14

1972년의 봄은 첫 근래의 선수들의 파업을 보았다. 4월 2일 부활절의 일요일 그는 플로리다주 웨스트팜비치에서 코치 조 피냐타노, 루브 워커와 에디 요스트와 함께 골프를 치고 있었다. 요스트가 세너터스 세월 이래 호지스와 함께 한 동안에 피냐타노와 워커는 옛 브루클린 다저스의 동무였다. 그들이 라마다인에 있는 자신들의 방들로 향하며 자신들의 27 홀의 마지막 홀로 걸어가면서 피냐나토가 호지스에게 저녁 식사를 위한 시간을 물었다. 호지스가 "7시 30분"이라고 대답하고, 그러고나서 포장 도로로 쓰러졌다. 그는
47세의 나이로 오후 5시 45분 관상 동맥 발작으로 사망하였다.
장례식이 있던 날 4월 7일 메츠는 피츠버그에서 시즌을 여는 것으로 예정이 잡혔으나 선수들은 몰수 경기에 참석하는 데 동의하였다. 피츠버그 파이리츠는 우아하게 경기를 취소하였다. 코치 요기 베라는 호지스의 대체로서 메츠를 차지하였고, 1973년 월드 시리즈로 돌아오는 데 메츠를 다시 이끌었으며 이 해 메츠에서 본인(호지스) 등번호 14번이 영구결번됐고 2020년 다저스에서 본인(호지스) 등번호 14번이 영구결번됐다.

호지스의 장례식은 쉽게 맨해튼에 있는 성 패트릭 대성당에서 열릴 수 있었으나 그의 주제넘지 않은 방향들과 함께 지켜지지 않았다. 그의 플랫부시 교구 교회에서 장례식이 끝난 후, 그는 브루클린의 홀리 크로스 묘지에 안장되었다.
호지스의 사망 이래 세월 동안에 명예의 전당으로부터 그의 결석에 수많은 주의들이 주어졌다. 호지스는 1969년부터 1983년까지 미국 야구 작가 협회를 위하여 자격이 있었다. 각해에 그는 전당으로 최후적으로 선출된 10명의 남자들 만큼 더욱 많은 투표들을 받았다.
호지스는 홈런 (310), 경기 (1477), 타석 (5313), 득점 (890), 안타 (1491), 타점 (1001), 총루 (2733)와 스트라이크아웃 (882)에서 1950년대의 메이저 리그 1루수의 전부를 이끌었다. 그는 1949년부터 1955년까지, 그리고 다시 1957년에 매년마다 8회의 올스타 팀에 이루어, 당시 여러 1루수들 중의 가장 많은 시간이었다. 추가로 호지스는 1957년부터 1959년까지 첫 3개의 골든 글러브상을 수상하였고, 그 시기의 가장 좋은 방어적 1루수로 숙고되었다. 또한 그는 홈런과 타점에서 1950년대에 여러 선수들 중에 2위였다.
인디애나주 파이크 군의 북부에 있는 화이트 강의 이스트 포크를 순회하는 다리는 이제 길 호지스 메모리얼 다리로 이름이 지어졌다.